# スポーツ文化ツーリズム
スポーツ文化ツーリズム（スポーツぶんかツーリズム）は、東京2020オリンピック・パラリンピックにおける文化プログラムの一環として、スポーツと文化を融合し、スポーツを通しての国民の健康向上と日本文化の再発見、個々人がオリンピックに関与しているという意識高揚やインバウンドの拡大などを目的とするもので、オリンピック終了後もオリンピックレガシーとして継承することを目標としている。
政府は観光庁・文化庁・スポーツ庁による三庁連携協定を2016年3月7日に締結、「スポーツ文化ツーリズム百選」を選出することを決めた。
協定書では「観光・文化・スポーツは活力に満ちた地域社会を実現する力を有している」とし、「世界に誇る日本各地の文化・芸術の魅力や、各地域の❛する❜・❛観る❜・❛支える❜スポーツと観光を密接に融合させ、新たな価値を創造する」とあり、協定による提言は閣僚会議の「明日の日本を支える観光ビジョン構想会議」が取りまとめる中長期ビジョンなどに反映させる。
2016年7月に観光庁が「スポーツ文化ツーリズムアワード2016」の公募を開始し、9月末に第一弾となる10選を公表した。

## スポーツ文化ツーリズム2016(10選)

### 北海道・東北エリア
- スポーツ流鏑馬大会／青森県十和田市　☆スポーツ文化ツーリズムアワード2016文化庁長官賞
- 東北風土マラソン＆フェスティバル／東北風土マラソン＆フェスティバル実行委員

### 関東エリア
- J2水戸ホーリーホック ベトナムからの観戦・応援ツアー、ベトナムメディアによる日本の観光地・文化の発信／茨城交通

### 北陸・信越エリア
- 官民連携で台湾ランナーと新潟文化をつなぐ ～スポーツを通じた交流のかけはし～／新潟市文化・スポーツコミッション

### 中部エリア
- 熊野古道伊勢路を歩く ～伊勢から熊野へ 二大聖地を結ぶ巡礼の道～／三重県

### 近畿エリア
- 世界遺産姫路城マラソン／兵庫県姫路市　☆スポーツ文化ツーリズムアワード2016スポーツ庁長官賞

### 中国・四国エリア
- サイクリストの聖地「瀬戸内しまなみ海道」を核としたサイクルツーリズム／瀬戸内しまなみ海道振興協議会　☆スポーツ文化ツーリズムアワード2016大賞
- 阿波おどり2016 ～World Awa Dance Open～／WADO実行委員

### 九州・沖縄エリア
- 沖縄海人スピリッツ!! いとまん帆掛（ふーかき）サバニ乗船体験／糸満市観光協会

### 広域連携
- 日本の伝統文化とスポーツの融合「和太鼓アクティビティ」!／太鼓センター、TAIKO-LAB 京都・青山